# Jack Johnson (hokeista)
John Joseph Louis „Jack” Johnson III. (ur. 13 stycznia 1987 w Indianapolis) – amerykański hokeista, reprezentant USA, olimpijczyk.
Jego ojciec Jack także był hokeistą.

## Kariera klubowa
- Shattuck St. Mary's Midget Prep (2002-2003)
- U.S. National U17 Team (2003-2004)
- U.S. National U18 Team (2004-2005)
- Michigan Wolverines (2005-2006)
- Los Angeles Kings (2007-2012)
- Columbus Blue Jackets (2012-2018)
- Pittsburgh Penguins (2018-2020)
- New York Rangers (2020-2021)
- Colorado Avalanche (2021-)

W drafcie NHL z 2005 został wybrany przez Carolina Hurricanes z numerem 5. Mimo tego we wrześniu 2006 na mocy umowy wymiennej trafił do klubu Los Angeles Kings (wraz z nim Oleg Twierdowski, zaś do Caroliny zostali przekazani Tim Gleason i Éric Bélanger). W marcu 2007 podpisał kontrakt z Kings i od tego czasu grał w tym klubie w lidze NHL. W lipcu 2009 przedłużył umowę o dwa lata, a w styczniu 2011 prolongował ją o siedem kolejnych lat. Pomimo jej zapisu w lutym 2012 został zawodnikiem Columbus Blue Jackets (na mocy wymiany, w przeciwnym kierunku został przekazany napastnik Jeff Carter). Od lipca 2018 zawodnik Pittsburgh Penguins, związany pięcioletnim kontraktem. W październiku 2020 przeszedł do New York Rangers.

## Kariera reprezentacyjna
Został reprezentantem USA. Występował w kadrach juniorskich kraju na mistrzostwach świata do lat 17 (2004), do lat 18 (2004, 2005) i do lat 20 (2006, 2007). W kadrze seniorskiej uczestniczył w turniejach mistrzostw świata 2007, 2009, 2010, 2011, 2012 (w 2012 był kapitanem kadry), zimowych igrzysk olimpijskich 2010, Pucharu Świata 2016.

## Sukcesy

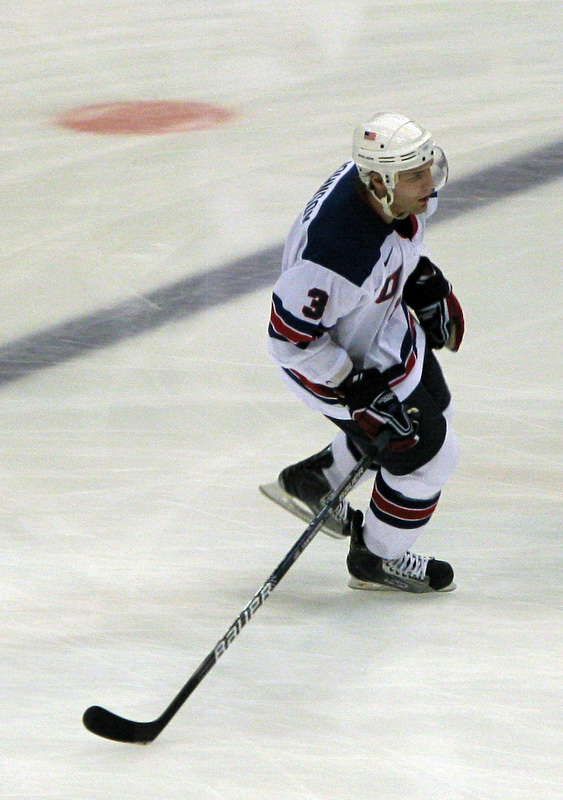
Jack Johnson w barwach USA podczas ZIO 2010

Reprezentacyjne
- Srebrny medal mistrzostw świata juniorów do lat 18: 2004
- Złoty medal mistrzostw świata juniorów do lat 18: 2005
- Brązowy medal mistrzostw świata juniorów do lat 20: 2007
- Srebrny medal zimowych igrzysk olimpijskich: 2010

Klubowe
- Puchar Stanleya: 2022 z Colorado Avalanche

Indywidualne
- NCAA (CCHA) 2005/2006:
  - Skład gwiazd pierwszoroczniaków
- Mistrzostwa świata do lat 20 w 2006:
  - Pierwsze miejsce w klasyfikacji asystentów wśród obrońców: 5 asyst
  - Skład gwiazd turnieju
- NCAA (CCHA) 2006/2007:
  - Pierwszy skład gwiazd
  - Pierwszy skład gwiazd Amerykanów
  - Najlepszy ofensywny obrońca sezonu
- NHL (2007/2008):
  - NHL YoungStars Roster
- Mistrzostwa Świata w Hokeju na Lodzie 2009/Elita:
  - Pierwsze miejsce w klasyfikacji strzelców wśród obrońców: 5 goli